# Cookies n' Cream
Cookies n' Cream è un brano musicale del rapper italiano Guè, quarta traccia dell'ottavo album in studio Madreperla.

## Descrizione
Il brano è caratterizzato dalla partecipazione vocale dei rapper Anna e Sfera Ebbasta.
La canzone fa uso di molti termini legati ai dolci (ad esempio vengono fatti i nomi delle caramelle Haribo, del gelato Häagen-Dazs e quello Ben & Jerry e del caramello) per fare allusioni al sesso, al lusso e alla droga.

## Video musicale
Il video, diretto da Giulio Rosati, è stato reso disponibile il 13 gennaio 2023 attraverso il canale YouTube del rapper.

## Classifiche

### Classifiche settimanali
| Classifica (2023) | Posizione massima |
| ----------------- | ----------------- |
| Italia            | 1                 |

### Classifiche di fine anno
| Classifica (2023) | Posizione |
| ----------------- | --------- |
| Italia            | 23        |

## Riconoscimenti
Videoclip Italia Awards
- 2024 – Migliore styling[7]
- 2024 – Candidatura al miglior make-up & hair